# Četrt Bukčon Hanok
Vas Bukchon Hanok (korejsko 북촌한옥마을) je stanovanjska četrt v okrožju Džongno v Seulu v Južni Koreji. V njej je veliko obnovljenih tradicionalnih korejskih hiš, imenovanih hanok. Zaradi tega je postala priljubljena turistična destinacija.
Na območju je veliko hanokov iz 19. in začetka 20. stoletja. Med hitro prenovo Seula so si prizadevali za njihovo ohranitev. Območje je konec 2000-ih doživelo porast priljubljenosti med domačimi in mednarodnimi turisti. Leta 2024 je območje obiskalo 6,4 milijona obiskovalcev, v primerjavi s približno 6100 prebivalci vasi.
Prebivalci in lokalna oblast so sprejeli politike in obvestila za obvladovanje težav, povezanih s prekomernim turizmom. Od januarja 2025 lahko obiskovalci, ki ne bivajo v gostiščih na tem območju, vstopijo le med 10. in 17. uro ter so naprošeni, naj bodo obzirni do ljudi, ki živijo v domovih.

## Opis
Območje Bukčon, kar pomeni »severna vas«, je tako poimenovano, ker je severno od potoka Čongječon in Džongno. Območje sestavljajo soseske Vonseo-dong, Džae-dong, Gje-dong, Gahoe-dong in Insa-dong.
Leta 2014 je bilo približno 920 ustanov za hanok za komercialno uporabo. V nekaterih od njih so obrtniška podjetja, kot je Kum Bak Jon, ki izdeluje zlate lističe na oblačilih.
Število ljudi, ki prebivajo na tem območju, se je v letu 2010 zmanjšalo. Leta 2012 je bilo 8719 prebivalcev, leta 2017 7438 in leta 2024 približno 6100.
Uvedeni so bili predpisi za obvladovanje velikega števila turistov na tem območju. Na primer, od novembra 2024 naprej lahko turisti vstopijo v vas le od 10. do 17. ure (razen turistov, ki bivajo v gostiščih). Prebivalci so objavili različna obvestila, v katerih turiste pozivajo k spoštovanju njihove zasebnosti in nadzoru ravni hrupa. Seulska turistična spletna stran obiskovalcem svetuje, naj čim bolj zmanjšajo raven hrupa, se izogibajo smetenju, naj skupine ostanejo majhne (manj kot 10 ljudi na skupino) in naj spoštujejo zasebnost vsakega doma.

## Zgodovina
Območje je bilo tradicionalno stanovanjska četrt visokih vladnih uradnikov in plemstva; družinski register iz leta 1906 je zabeležil, da je bilo 43,6 % prebivalstva takšnih ljudi. Številne pomembne osebnosti iz poznega obdobja Čoson in Korejskega cesarstva so živele v velikih hišah na tem območju, vključno s Pak Jŏnghjom in Kim Okjunom. Številne takšne osebnosti, ki so prispevale k japonski kolonizaciji Koreje, so prejele nagrade od Japoncev, ki so jim omogočile širitev njihovih posesti v Bukčonu.

### Kolonialno obdobje in prenova
V zgodnjem kolonialnem obdobju se je prebivalstvo Seula hitro povečalo in pojavilo se je pomanjkanje stanovanj. Poleg tega je okoli 1920-ih vse večje število japonskih naseljencev začelo pridobivati zemljo od Korejcev in jih izpodrivati na območju Bukčona.
Korejski nepremičninski razvijalec Čŏng Segvŏn je bil odgovoren za velik del sedanje vasi Bukčon Hanok. Okoli leta 1920 je ustanovil prvo moderno nepremičninsko podjetje v korejski lasti: Kŏnjangsa (건양사). Po besedah Čŏngovih potomcev se je namerno osredotočil na prenovo območja Bukčon, da bi preprečil, da bi ga prevzeli Japonci. Po besedah Čŏngove hčere je namerno zgradil hanoke namesto stavb v japonskem slogu, kljub pritiskom kolonialne vlade. Hanoki so bili posodobljeni, z dodatki, kot so steklena okna in elektrika. Te hiše so bile pogosto manjše od hiš, ki so bile prej v lasti elit. To je Korejcem z različnim ekonomskim ozadjem omogočilo selitev na to območje. Za razliko od mnogih korejskih poslovnežev tistega časa (ki so bili nagnjeni k pro-japonski usmerjenosti), je nato izkupiček uporabil za financiranje različnih korejskih nacionalističnih prizadevanj, kot je Korejsko jezikovno društvo. Po incidentu s Korejskim jezikovnim društvom leta 1942 je bil kaznovan; mučili so ga in kolonialna vlada je zasegla velik del njegovega premoženja.

### Osvoboditev Koreje in prizadevanja za ohranitev
Gosta gradnje Hanoka na tem območju se je nadaljevalo vse od osvoboditve Koreje leta 1945 do začetka 1960-ih.
V poznih 1960-ih in zgodnjih 1970-ih se je značaj območja hitro spremenil. Območje Gangnam (južno od reke Han) se je začelo prenavljati in številne ustanove na območju Bukčon so se začele seliti tja. Med njimi sta srednja šola Kjungi (nekdanja lokacija je zdaj javna knjižnica Džongdok) in dekliška srednja šola Čangduk (nekdanja lokacija je zdaj ustavno sodišče Koreje). Leta 1976 je bilo območje označeno kot ljudska krajina (korejsko 민속경관지역). Leta 1977 je prejelo še dve podobni oznaki (korejsko 최고고도지구 in korejsko 역사문화미관지구(제4종 미관지구). To je leta 1983 privedlo do oznake za območje (korejsko 한옥보존지구; 韓屋保存地區), ki je omejevala novogradnjo sodobnih stavb. Število nadstropij, dovoljenih za nove stavbe, je bilo strogo omejeno; eno nadstropje za enodružinske hiše, dve za večstanovanjske in tri za poslovne stavbe. Del prebivalcev je te omejitve dojemal kot preveč omejevalne; njihov odpor je sčasoma maja 1991 privedel do omilitve nekaterih omejitev. Leta 1994 je bila odgovornost za upravljanje teh standardov prenesena s seulske metropolitanske vlade na vlado okrožja Džongno, višinske omejitve pa so bile še bolj omiljene. Vendar je to povzročilo, da je bilo porušenih več hanokov in preurejenih v večnadstropne hiše. Veliki razvojni projekti v letih 1993 in 1996 so povzročili rušenje več deset hanokov.
Da bi preprečili nadaljnjo izgubo hanokov, so bile politike, ki urejajo to območje, leta 1999 v celoti revidirane, nadaljnje revizije pa so bile izvedene leta 2001. Medtem ko so bili prejšnji predpisi sprejeti od zgoraj navzdol, so bili novi predpisi in prizadevanja zasnovani tako, da so vključevali mnenja prebivalcev. Pisec za Enciklopedijo korejske ljudske kulture je ta prizadevanja ocenil kot relativno uspešna.

### Nedavna zgodovina
Po podatkih Centra za tradicionalno kulturo Bukčon je območje leta 2007 obiskalo 30.000 ljudi. Vendar pa se je po tem, ko je bila vas predstavljena v televizijskih programih, kot sta 2 Days & 1 Night in Personal Taste, število leta 2010 povečalo na 318.000. Med oktobrom 2016 in junijem 2017 je Inštitut za raziskave turizma poročal, da je območje med tednom obiskalo približno 37.100 ljudi, ob vikendih pa 54.200 ljudi. Leta 2024 je območje obiskalo 6,4 milijona obiskovalcev. Veliko število obiskovalcev, zlasti v primerjavi z majhnim številom prebivalcev, je povzročilo pritožbe zaradi pretiranega turizma. Med letoma 2018 in 2023 se je število prebivalcev vasi zmanjšalo za 27,6 %, število pritožb prebivalcev pa se je povečalo s 56 na 202.